# 利先齊
48°59′11″N 25°23′14″E / 48.98639°N 25.38722°E
利先齊（烏克蘭語：Ліщанці）是位於烏克蘭西部特諾皮爾州裏喬爾特基夫區的村莊，始建於1991年，面積19.3平方公里，2001年人口1,050，人口密度每平方公里54.9人。